# René Waleff
Maxime René Waleff (ur. 30 listopada 1874 w Genewie, zm. 31 marca 1961 w Jouarre) – francuski wioślarz, srebrny medalista olimpijski.
Wystąpił na igrzyskach olimpijskich w Paryżu w 1900, gdzie razem z Lucienem Martinetem zdobył srebrny medal w dwójkach ze sternikiem. W finale o 0,2 sekundy wyprzedzili ich François Brandt i Roelof Klein. Na tej samej imprezie startował także w czwórkach ze sternikiem i ósemkach, jedynkach jego osady nie ukończyły zawodów.
Ponadto zdobył złoty medal w dwójkach ze sternikiem na mistrzostwach Europy w Paryżu w 1900 roku.